# Flore du Maroc
La flore du Maroc est une flore riche et diversifiée, avec environ 7000 espèces. La flore vasculaire comprend 4200 taxons (espèces et sous-espèces), dont 22 % (879 taxons) sont endémiques,.
Sur le plan de la phytogéographie, le Maroc est subdivisé en huit zones, à savoir : la zone méditerranéenne (centrale, 0 à 500 mètres, moyenne, 500 à 1000 mètres, et supérieure, 1100 à 1500 mètres), la zone du cèdre (1000 à 2000 mètres), la zone subalpine (2000 à 2500 mètres), la zone alpine (2500 mètres et plus), la brousse semi-désertique, le reg (désert caillouteux), le désert sableux et les oasis.
Pour un article plus général, voir Faune et flore du Maroc.

## Zone côtière ou méditerranéenne
Bois secs et steppes méditerranéens (maquis et garrigue), bois et forêts méditerranéens, pentes basses nord du Rif et de l'Atlas tellien.
Le climax de la côte méditerranéenne est un maquis bien développé communément associé aux plantes des genres  Clematis, Smilax, Lonicera et Asparagus. À l'exception des endroits inaccessibles ou protégés, la végétation a été fortement broutée par les animaux domestiques et ce maquis dégradé, appelé « garrigue », est très répandu. Poterium spinosum, diverses espèces des genres Salvia et Cistus sont les plantes dominantes de la garrigue. Une caractéristique importante de la végétation côtière est la présence d’une importante flore exotique : Casuarina, Eucalyptus , Citrus, loquat et Opuntia ficus indica en sont quelques exemples. Plusieurs espèces de steppe du genre Acacia sont des éléments communs. La zone cultivée, très étendue, est entièrement artificielle, et les plantes importées y dominent le paysage. Les prairies, les vergers et les endroits plus humides du maquis abritent des plantes telles que le fenouil.

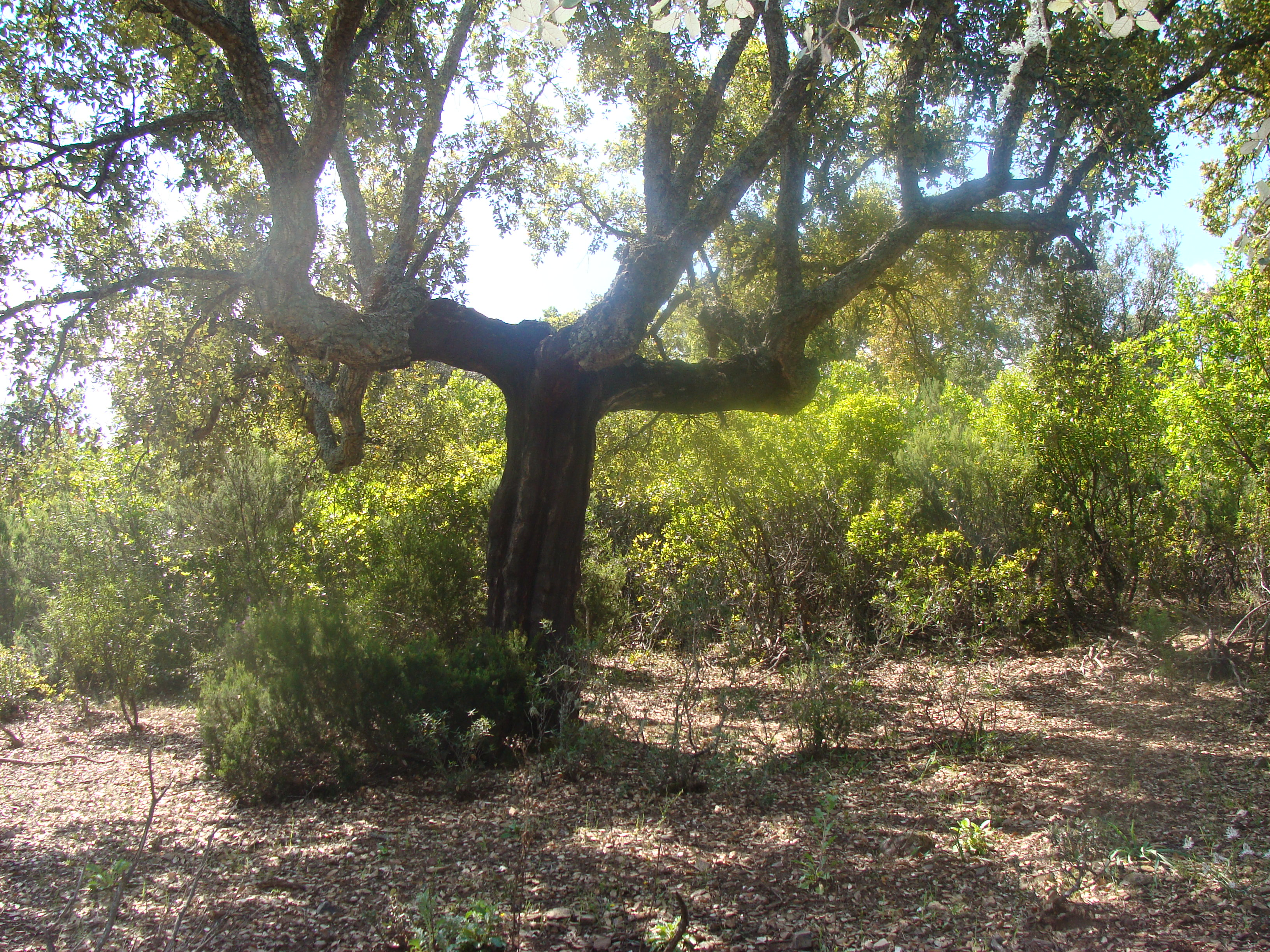
Quercus suber, le chêne-liège, plante typiquement méditerranéenne.

Les plantes caractéristiques sont : Pinus halepensis, Erica arborea, Arbutus unedo, Pistacia lentiscus, Myrtus communis, Clematis cirrhosa, Asparagus acutifolius, Phlomis viscosa, Scilla autumnalis et Scilla peruviana, Narcissus tazetta, Iris palaestina, Colchicum stevenii, Arisarum vulgare, Quercus coccifera, Quercus ilex, Ceratonia siliqua, Pistacia atlantica, Pistacia terebinthus, Crataegus azarolus, Amygdalus communis, Rhamnus alaternus Nerprun alaterne, Cistus sp., especially Cistus monspeliensis, Cistus laurifolius et Cistus salviifolius, Juniperus phoenicea, Phlomis sp. (Phlomis lychnitis), Helichrysum italicum,  Salvia sp., Satureia sp., Poterium sp., Arabis sp., Reseda sp., Aristolochia pallida, A. boetica, A. longa paucinervis, A. fontanesi, A. rotunda, A.pistolochia Aristoloche pistoloche, Lavandula stoechas, Jasminum fruticans, et Brassica sp.

## Zone centrale
Les bois secs méditerranéens à Acacia-Argania se trouvent au sud de la zone méditerranéenne.
Plus au sud, dans les montagnes de l'Atlas, les forêts de conifères et forêts mixtes méditerranéennes dominent.

### Forêts de cèdres

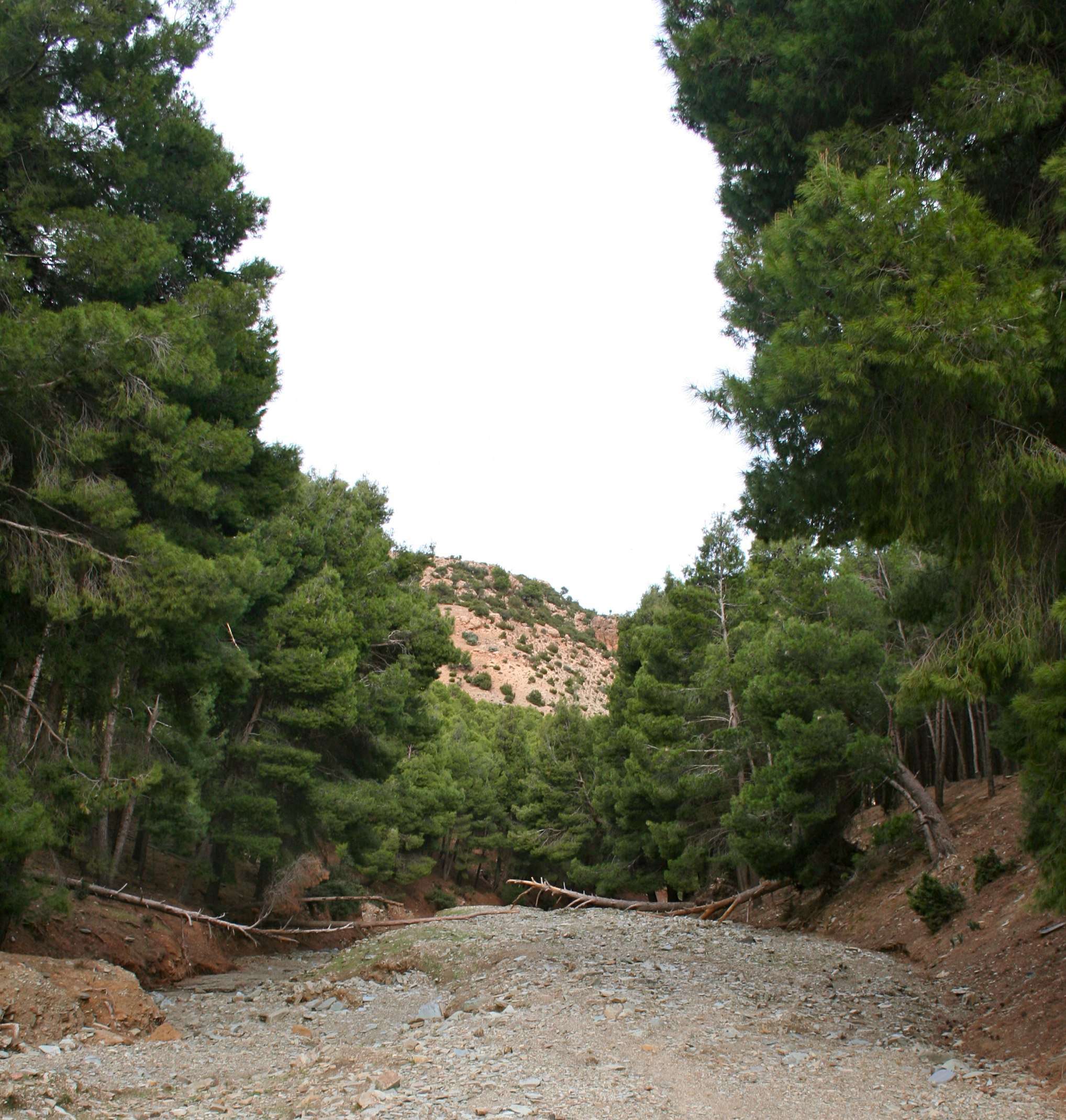
Pinus halepensis, pins d'Alep près d'Amizmiz, au pied du haut-Atlas.

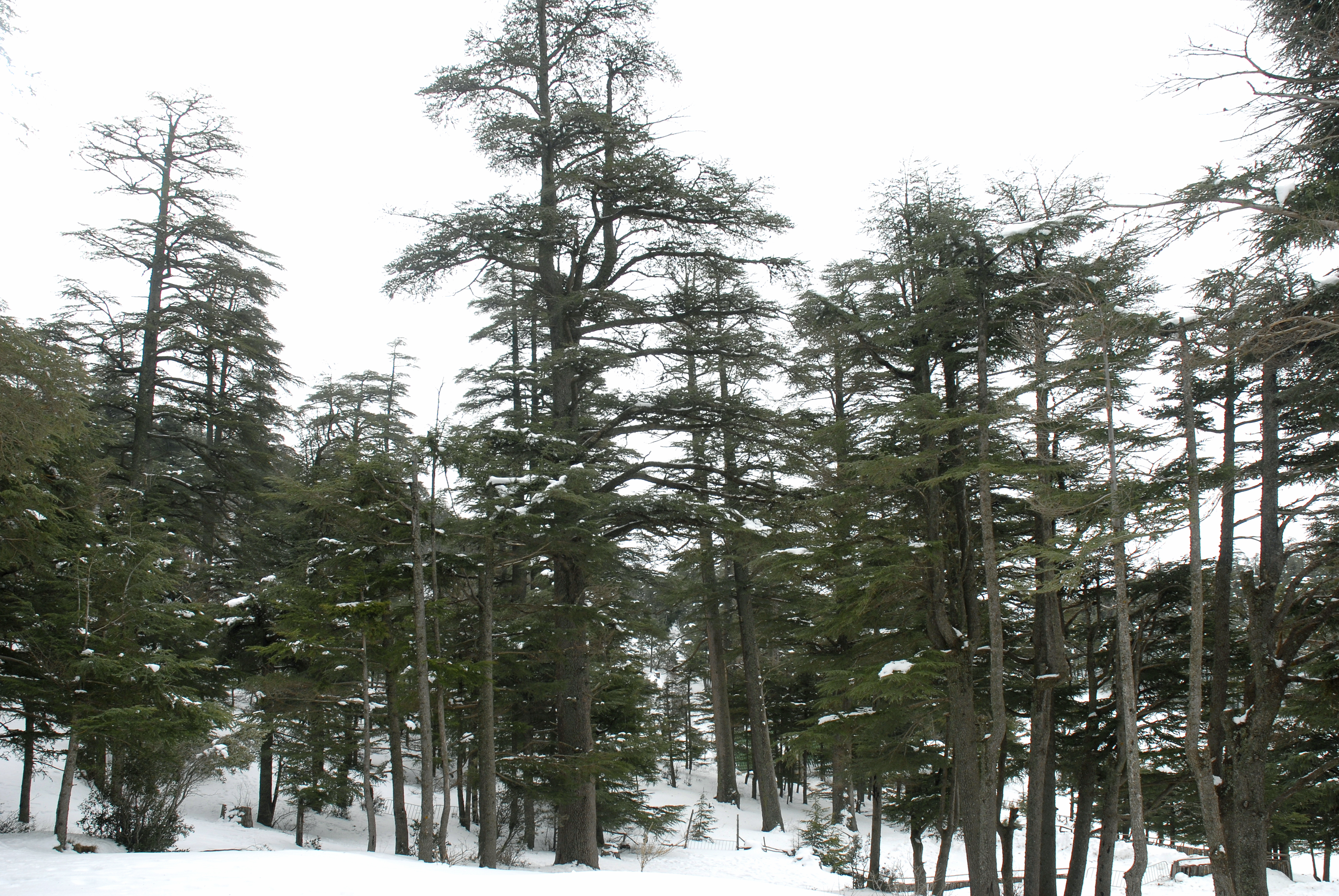
Cedrus libani var. atlantica, cèdres protégés au Parc national d'Ifrane.

Les forêts de  cèdre sont encore impressionnantes et couvrent de vastes zones du Moyen Atlas. La plante dominante, Cedrus libani var. atlantica est caractéristique de cette zone avec Juniperus foetidissima et une multitude de plantes basses : Iberis odorata, Iberis ciliata, Iberis taurica, Centaurea sp., Prunus amygdalus, Prunus persica, Prunus institia, Prunus longipes, Pyrus communis, Malus domestica, Crataegus oxyacantha, Sisymbrium sp., Lunaria biennis, Capparis spinosa, Raphanus raphanistrum, Isatis tinctoria, etc. Le maquis dominé par les chênes de la zone méditerranéenne est totalement absent et la limite inférieure de la zone du cèdre est marquée par l'absence de Berberis cretica.

### Lacs du Moyen Atlas (aires protégées)
- Lac Aguelmame Aziza
- Lac Ouiouane
- Lac Aguelmame Sidi Ali
- Lac Daït Iffer
- Lac Bin El Ouidanne Ouaouizerth
- Parc national d'Ifrane
- Parc national de Tazekka

## Zone subalpine
La disparition de Cedrus atlantica et la présence d'Onobrychis cornuta marquent le début de la zone subalpine, caractérisée par l'absence d'arbres, notamment le sapin et le cèdre. C'est un habitat montagnard d'une certaine vigueur. La végétation dominante est constituée de coussin d'épineux des genres  Astragalus, Onobrychis (Onobrychis cornuta étant le plus typique), et Acantholimon, entrecoupés de peuplements de Berberis cretica. Juniperus excelsa survit çà et là. La zone subalpine se situe pour partie dans le Moyen Atlas et pour partie dans le Haut Atlas.

### Steppe de genévrier du Haut Atlas méditerranéen
Les forêts de cèdres, de genévriers, de pins et de chênes couvrent environ un tiers de cette éco-région. À haute altitude, les genévriers dominent le paysage. L'espèce clé est Juniperus thurifera. Plus haut, les forêts cèdent finalement la place à des prairies alpines, une végétation de pseudo-steppe et enfin des versants d'éboulis où s'épanouissent des plantes en coussins pourpres violettes. Les vallées fluviales serpentent dans  le paysage, leur sol riche et humide abrite des saules, des peupliers, des chênes, des aubépines et un tapis de lauriers roses.

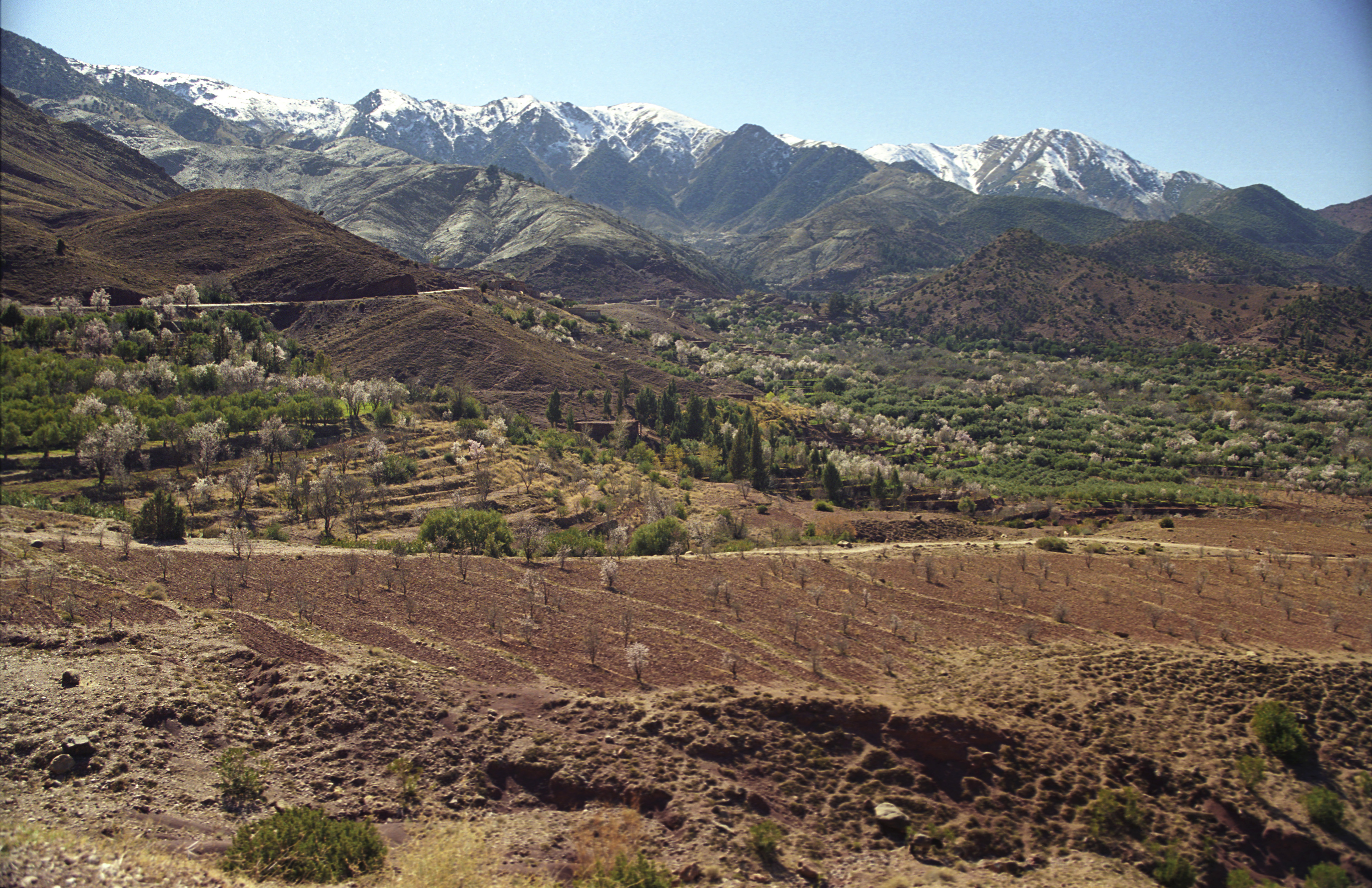
Haut Atlas : cultures et plantes endémiques de haute altitude, et pics spectaculaires.

## Zone alpine
Les conditions alpines se rencontrent au-dessus de 2 500 mètres d'altitude et les particularités de la haute montagne sont renforcées par la sécheresse du climat. Typiquement, la zone commence par la disparition des espèces des genres  Berberis, Marrubium et Phlomis et par l'apparition de Vicia canescens en grand nombre. La caractéristique botanique la plus importante est la présence d'une centaine de plantes que l'on ne trouve nulle part ailleurs au Maroc, et dont beaucoup sont endémiques. Les zones subalpines et alpines sont fortement surexploitées dans de nombreuses zones, ce qui a laissé des traces sur la végétation. Le succès de plantes comme Vicia canescens et Erodium trichomanifolium est sans doute dû au fait qu'elles ont un goût désagréable pour les chèvres.

## Zones désertiques (brousses semi-désertiques, regs et désert sableux)
Anti-Atlas et Sahara montagneux.

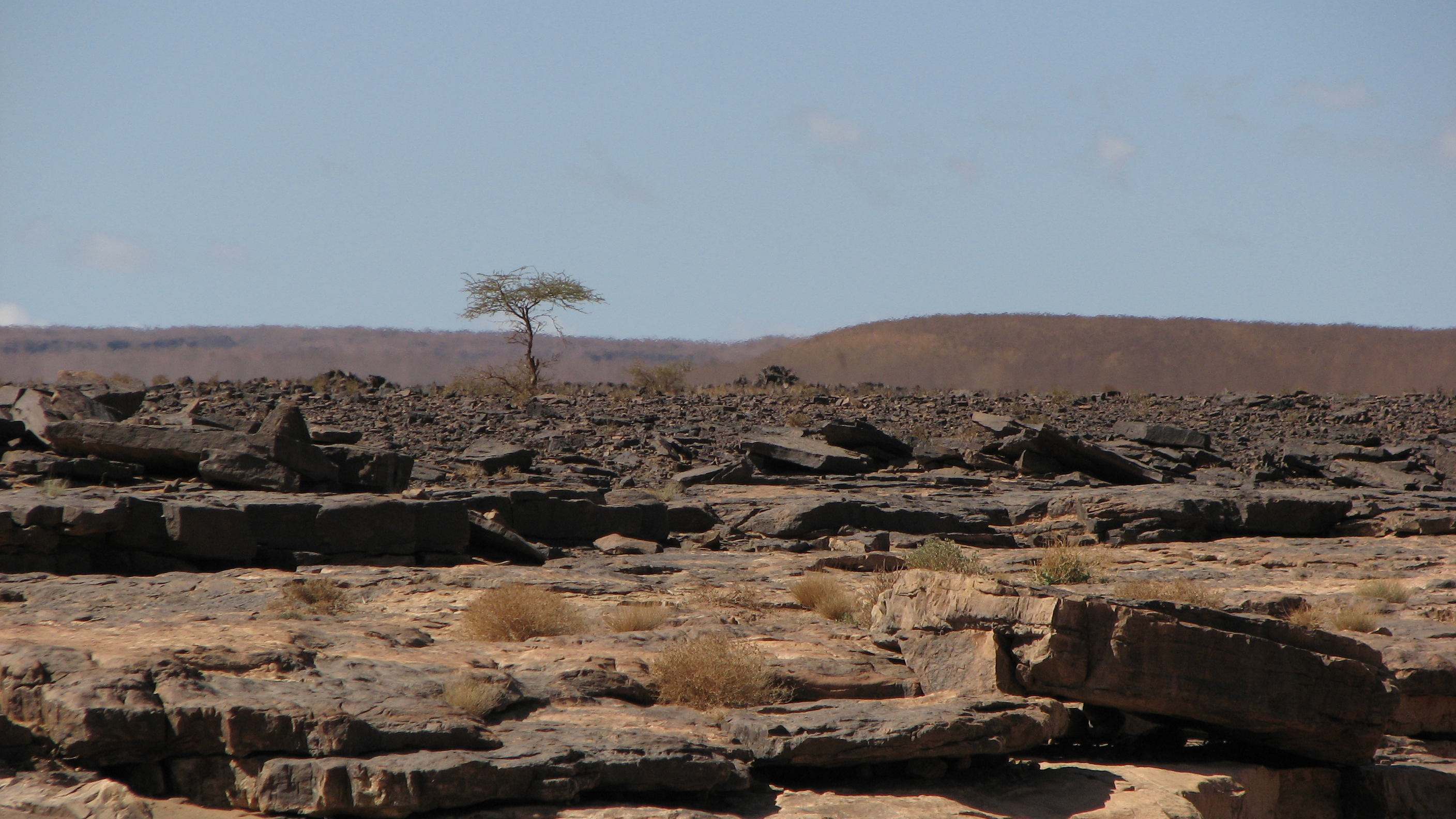
Le reg est un environnement inhospitalier, mais accueillant ici une espèce d'acacia et une espèce rustique du désert, Deverra tortuosa.

La végétation du désert du Sahara est essentiellement composée de plantes herbacées et d'arbrisseaux, avec des arbustes plus grands et des arbres  là où le niveau d'humidité est plus élevé. Dans la communauté des arbustes nains dans le nord, les espèces dominantes sont des arbustes et arbrisseaux de moins d’un mètre de hauteur (généralement environ 50 cm). Les arbustes sont souvent très espacés, avec une quantité considérable de sol pierreux dénudé entre les touffes, ce qui donne à la végétation un aspect très desséché en été.
Les plantes typiques sont notamment Zizyphus lotus, Ziziphus spina-christi, Tamarix sp., Acacia sp., Moringa aptera, Salvadora persica, Thymus sp., Artemisia herba-alba, Noaea mucronata, Helianthemum sp., Braetama retam, Periploca aphylla, Suaeda sp., Salsola sp, Atriplex sp., Ephedra alata, Haloxylon articulatum, Pistacia atlantica et Achillea santolina.
Dans les zones de steppe où la végétation arbustive est à peine développée, la végétation climacique est composée de nombreuses plantes herbacées du désert. Les éphémères sont courantes dans le nord, les halophytes dans les zones sablonneuses. Les plantes succulentes sont rares. Le désert de sable n'a pratiquement pas de végétation. Avec la pluie, la végétation augmente dans les oueds, ravines ou lits de cours d'eau, qui restent secs sauf pendant la saison des pluies, dans les dépressions et partout où les eaux de ruissellement augmentent les précipitations. Les sols du Sahara sont formés de débris rocheux et de détritus du désert et sont très peu développés. Les espèces caractéristiques de ces zones de vrai désert, qui diminuent à mesure que les brousses désertiques se transforment en reg et désert sableux, sont notamment : - Faidherbia albida, A.raddiana, A. seyal, Acacia tortilis, Achillea santolina, Alyssum macrocalyx, Anabasis aretioides, A. articulata, Androcymbium punctataum, Aristoides coerulescens, Aristida pungens, Artemisia herba-alba, Artemisia monosperma, Astragulus tribuloides, Atriplex halimus, Balanites aegyptiaca, Caligonum comosum, Caltropis procera, Cenchrus ciliaris, Citrullus colocynthis, Danthonia forskalii, Ephedra alata, Euphorbia guyoniana, Deverra scoparia , D. chloranthus, Linaria aegyptica, Annarrhinum fruticosum , Haloxylon guyonianum, Maerua crassifolia, Nerium oleander, Olea europaea, Panicum turgidum, Phoenix dactylifera, Populus euphratica, Prosopis stephaniana, Rhus oxyacanthae, Roetboellia hirsuta, Salsola foetida, S.inermis, Salvadora persica, Stipa tortilis, Suaeda fruticosa, Suaeda vermiculata, Tamarix articulata, Zilla spinosa, Zygophyllum coccineum, Zygophyllum decumbens, Zygophyllum dumosum, et Capparis spinosa.

## Cours d'eau et oasis

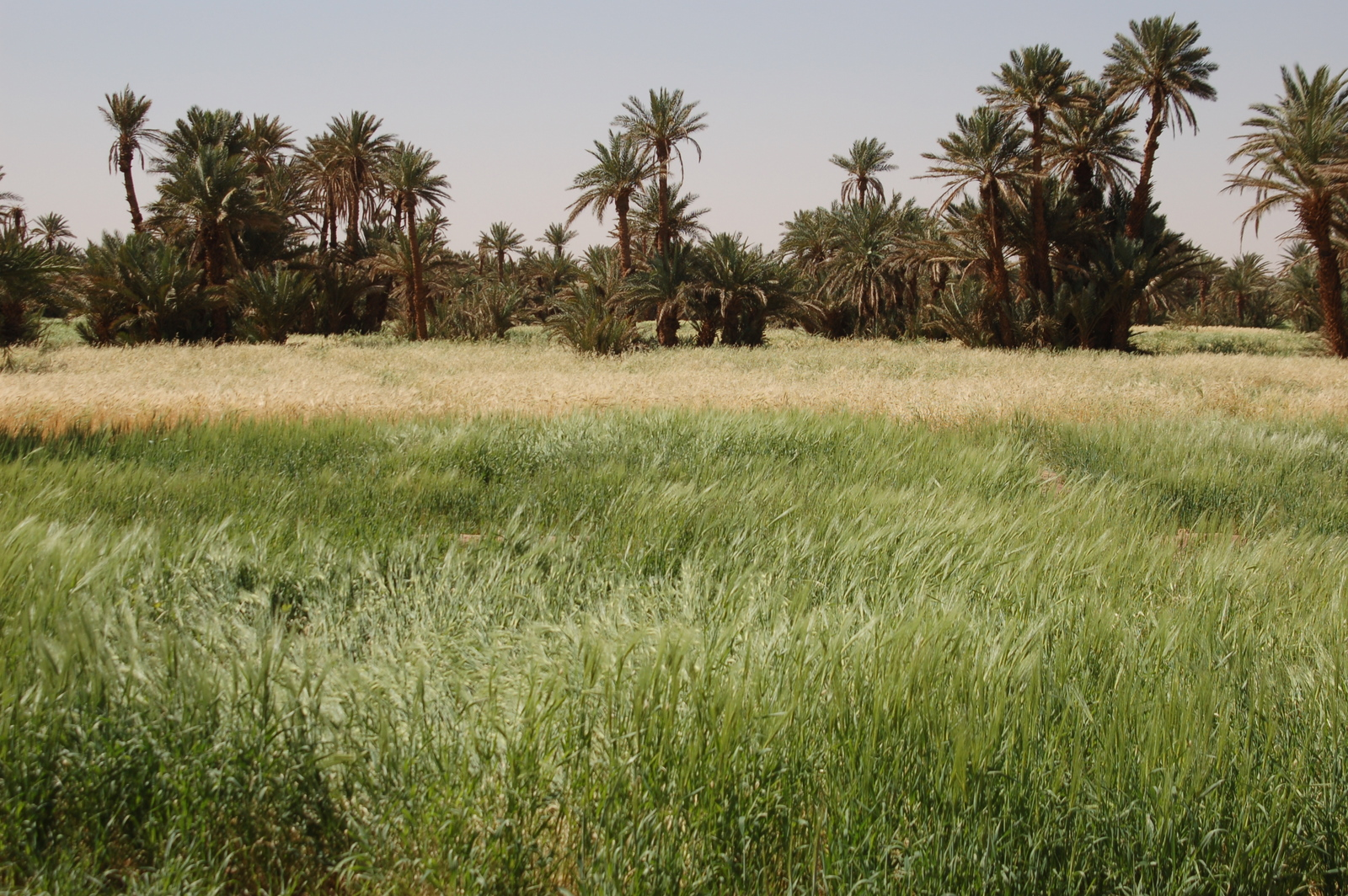
Champs de céréales dans l'oasis de Mhamid, vallée de l'oued Drâa.

Les plus grands cours d'eau servent à répandre la végétation de la zone méditerranéenne plus au sud et permettent l’introduction des plantes d’Afrique vers le nord. Les rivières et les oasis abritent de nombreuses espèces anthropiques ressemblant dans les cas extrêmes à des jardins botaniques tropicaux.
Les zones ont été définies par l'excursion phytogéographique internationale de 1936.